# Mendesella amazonica
Mendesella amazonica är en stekelart som beskrevs av Whitfield och Mason 1994. Mendesella amazonica ingår i släktet Mendesella och familjen bracksteklar. Inga underarter finns listade i Catalogue of Life.